# 咲くやこの花 (テレビドラマ)
『咲くやこの花』（さくやこのはな）は、NHK総合テレビ「土曜時代劇」枠で2010年1月9日から3月27日まで土曜日の19:30 - 20:00（JST）に放送された時代劇。藤本有紀作。主演は本作が時代劇初出演となる成海璃子。

## あらすじ
江戸時代、百人一首が大好きだが、地味に目立たず生きていくと決めたこいが「大江戸かるた腕競べ」に出場することとなりこの大会に勝ち、浪人・由良と出会ったりすることで成長していく。

## 登場人物

### 主要人物
こい
演 - 成海璃子（幼少時代：田中凜音）
深川の漬物屋「ただみ屋」のひとり娘。
深堂由良（しんどうゆら）
演 - 平岡祐太
浪人。
そめ
演 - 余貴美子
こいの母、漬物屋「ただみ屋」の主。
しの
演 - 寺田有希（幼少時代：黒岩澄香）
うなぎ屋「金森屋」のひとり娘。こいのライバル。
順軒（じゅんけん）
演 - 内田滋
「百敷屋」の若旦那。
門田伯耆守稲葉（かどたほうきのかみいなば）
演 - 寺田農
芦川藩藩主。
百敷屋徳兵衛（ももしきやとくべえ）
演 - 大和田伸也
呉服屋「百敷屋」の主人。
信助（のぶすけ）
演 - 佐野史郎
うなぎ屋「金森屋」の主人。
佐生はな（さそうはな） → 花嵐
演 - 松坂慶子
寺子屋・嵐雪（らんせつ）堂の先生、こいの目標。

### その他
大家
演 - でんでん
こいたちの住む長屋の大家。
やす
演 - 松澤一之
長屋の住人。
竜
演 - みのすけ
長屋の住人。
玉
演 - 宍戸美和公
長屋の住人。
しま
演 - 濱田万葉
はなの弟子。
いく
演 - 小林きな子
はなの弟子。
あき
演 - 立原麻衣
はなの弟子。
蝉丸
演 - 小川竜平
子供たち。
猿丸
演 - 梅本ハルヤ
子供たち。
小町
演 - 原舞歌
子供たち。

### 主なゲスト
徳川家斉
演 - 寺泉憲（第5回、第9回、最終回）
第11代将軍。
よし
演 - 木村理恵（第7回）
畠田の妻。
役人
演 - 斎藤歩（最終回）
目付。

## スタッフ
- 作 - 藤本有紀
- 音楽 - 河野伸
- 主題歌 - 初音（作詞・作曲・唄）「また逢いたい」
- 語り（藤原定家の声） - 中村梅雀
- 美術協力 - NHKアート
- 技術協力 - NHKメディアテクノロジー
- 演出 - 佐藤峰世、富沢正幸、佐々木善春
- 制作統括 - 佐野元彦、加賀田透
- 制作 - NHKエンタープライズ
- 制作・著作 - NHK

## 放送日程
| 各回                                                      | 放送日  | サブタイトル   | 演出       | 視聴率 |
| --------------------------------------------------------- | ------- | -------------- | ---------- | ------ |
| 第1回                                                     | 1月09日 | めぐりあひて   | 佐藤峰世   | 10.9%  |
| 第2回                                                     | 1月16日 | 君がため       | 佐藤峰世   | 11.8%  |
| 第3回                                                     | 1月23日 | 嘆きつつ       | 佐藤峰世   | 11.6%  |
| 第4回                                                     | 1月30日 | 嵐吹く         | 佐藤峰世   | 8.8%   |
| 第5回                                                     | 2月06日 | 来ぬ人を       | 富沢正幸   | 6.9%   |
| 第6回                                                     | 2月20日 | 花さそふ       | 富沢正幸   | 10.9%  |
| 第7回                                                     | 2月27日 | みをつくしても | 富沢正幸   | 8.9%   |
| 第8回                                                     | 3月13日 | 恋ぞつもりて   | 佐々木善春 | 8.1%   |
| 第9回                                                     | 3月20日 | 今日を限りの   | 佐藤峰世   | 7.9%   |
| 最終回                                                    | 3月27日 | 今は春辺と     | 佐藤峰世   | 8.3%   |
| 平均視聴率 9.4%（視聴率は関東地区・ビデオリサーチ社調べ） |         |                |            |        |

- 2月13日は「バンクーバーオリンピック」放送のため休止。
- 3月6日は「NHKのど自慢チャンピオン大会」放送のため休止。

## 関連商品
サウンドトラック
- 河野伸 土曜時代劇「咲くやこの花」オリジナルサウンドトラックCD（2010年2月24日、avex trax、AVCD-23866）

DVD
- NHK-DVD「咲くやこの花」（2010年7月23日、NHKエンタープライズ、NSDS-14791）